# Lethe burmana
Lethe burmana är en fjärilsart som beskrevs av Robert Christopher Tytler 1939. Lethe burmana ingår i släktet Lethe och familjen praktfjärilar. Inga underarter finns listade i Catalogue of Life.